# Landéhen
Landéhen [lɑ̃deɛ̃] est une commune française située dans le département des Côtes-d'Armor, en région Bretagne.

## Géographie
| Lamballe-Armor | Lamballe-Armor | Lamballe-Armor |
|                | LandéHen       | Lamballe-Armor |
| Bréhand        | Saint-Trimoël  | Penguily       |

### Hydrographie
Pour un article plus général, voir Réseau hydrographique des Côtes-d'Armor.
La commune est située dans le bassin Loire-Bretagne. Elle est drainée par le Gouessant et la Truite,.
Le Gouessant, d'une longueur de 41 km, prend sa source dans la commune de Trébry et se jette  dans la baie de Saint-Brieuc en limite de Lamballe-Armor et de Hillion, après avoir traversé onze communes. 

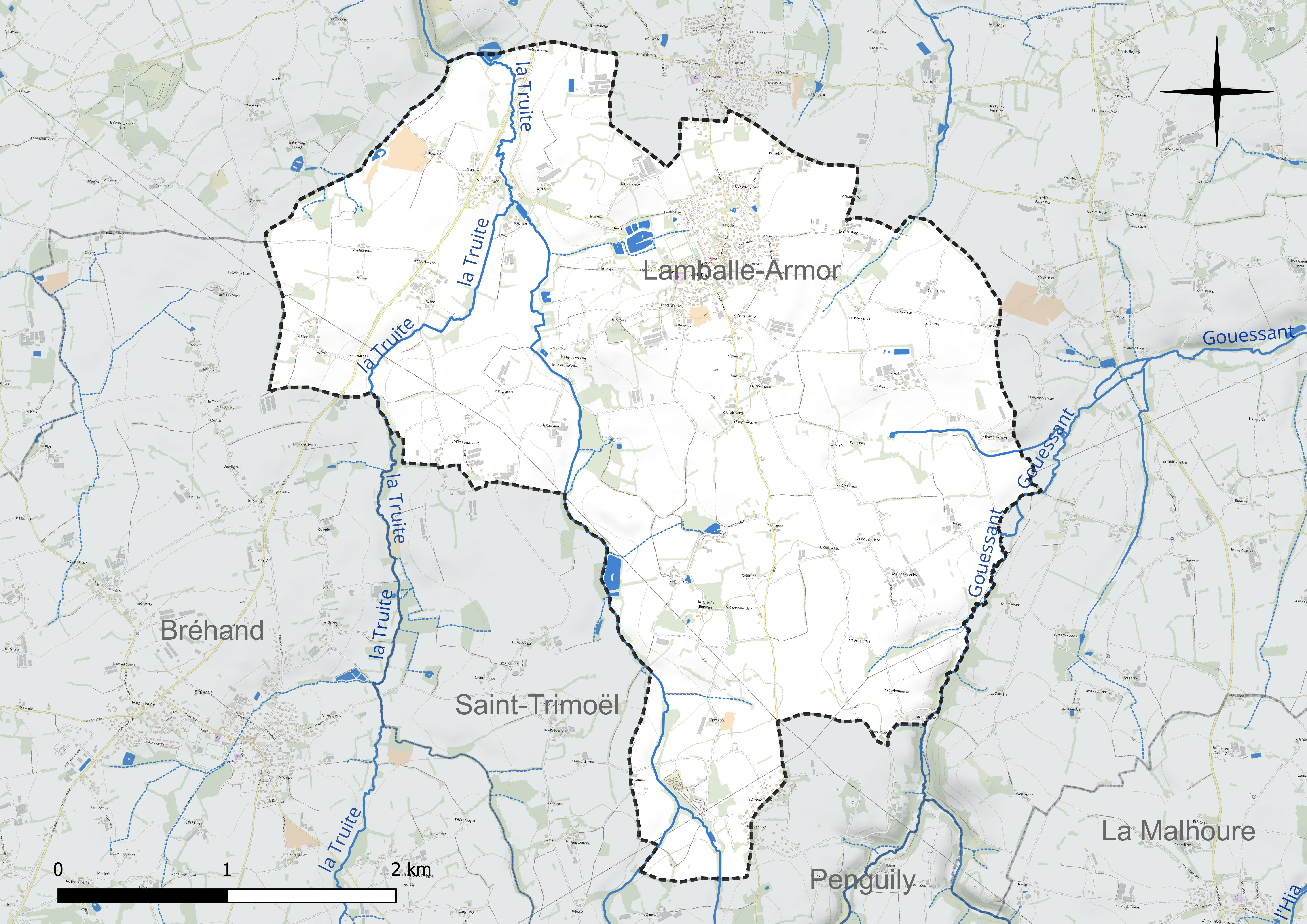
Réseau hydrographique de Landéhen.

La Truite, d'une longueur de 17 km, prend sa source dans la commune de Trébry et se jette  dans le Gouessant à Coëtmieux, après avoir traversé six communes. 

### Climat
Pour des articles plus généraux, voir Climat de la Bretagne et Climat des Côtes-d'Armor.
En 2010, le climat de la commune est de type climat océanique franc, selon une étude du CNRS s'appuyant sur une série de données couvrant la période 1971-2000. En 2020, Météo-France publie une typologie des climats de la France métropolitaine dans laquelle la commune est exposée à un climat océanique et est dans la région climatique  Finistère nord, caractérisée par une pluviométrie élevée, des températures douces en hiver (6 °C), fraîches en été et des vents forts. Parallèlement l'observatoire de l'environnement en Bretagne publie en 2020 un zonage climatique de la région Bretagne, s'appuyant sur des données de Météo-France de 2009. La commune est, selon ce zonage, dans la zone « Intérieur », exposée à un climat médian, à dominante océanique.  
Pour la période 1971-2000, la température annuelle moyenne est de 11,3 °C, avec une amplitude thermique annuelle de 11,4 °C. Le cumul annuel moyen de précipitations est de 726 mm, avec 11,8 jours de précipitations en janvier et 6,2 jours en juillet. Pour la période 1991-2020, la température moyenne annuelle observée sur la station météorologique la plus proche, située sur la commune de Lamballe-Armor à 5 km à vol d'oiseau, est de 11,8 °C et le cumul annuel moyen de précipitations est de 681,8 mm. Pour l'avenir, les paramètres climatiques de la commune estimés pour 2050 selon différents scénarios d'émission de gaz à effet de serre sont consultables sur un site dédié publié par Météo-France en novembre 2022.

## Urbanisme

### Typologie
Au 1er janvier 2024, Landéhen est catégorisée bourg rural, selon la nouvelle grille communale de densité à 7 niveaux définie par l'Insee en 2022.
Elle est située hors unité urbaine. Par ailleurs la commune fait partie de l'aire d'attraction de Saint-Brieuc, dont elle est une commune de la couronne,. Cette aire, qui regroupe 51 communes, est catégorisée dans les aires de 200 000 à moins de 700 000 habitants,.

### Occupation des sols
L'occupation des sols de la commune, telle qu'elle ressort de la base de données européenne d’occupation biophysique des sols Corine Land Cover (CLC), est marquée par l'importance des territoires agricoles (94,1 % en 2018), une proportion sensiblement équivalente à celle de 1990 (93,7 %). La répartition détaillée en 2018 est la suivante : 
terres arables (66,9 %), zones agricoles hétérogènes (22,9 %), zones urbanisées (5,9 %), prairies (4,3 %), forêts (0,1 %). L'évolution de l’occupation des sols de la commune et de ses infrastructures peut être observée sur les différentes représentations cartographiques du territoire : la carte de Cassini (XVIIIe siècle), la carte d'état-major (1820-1866) et les cartes ou photos aériennes de l'IGN pour la période actuelle (1950 à aujourd'hui).

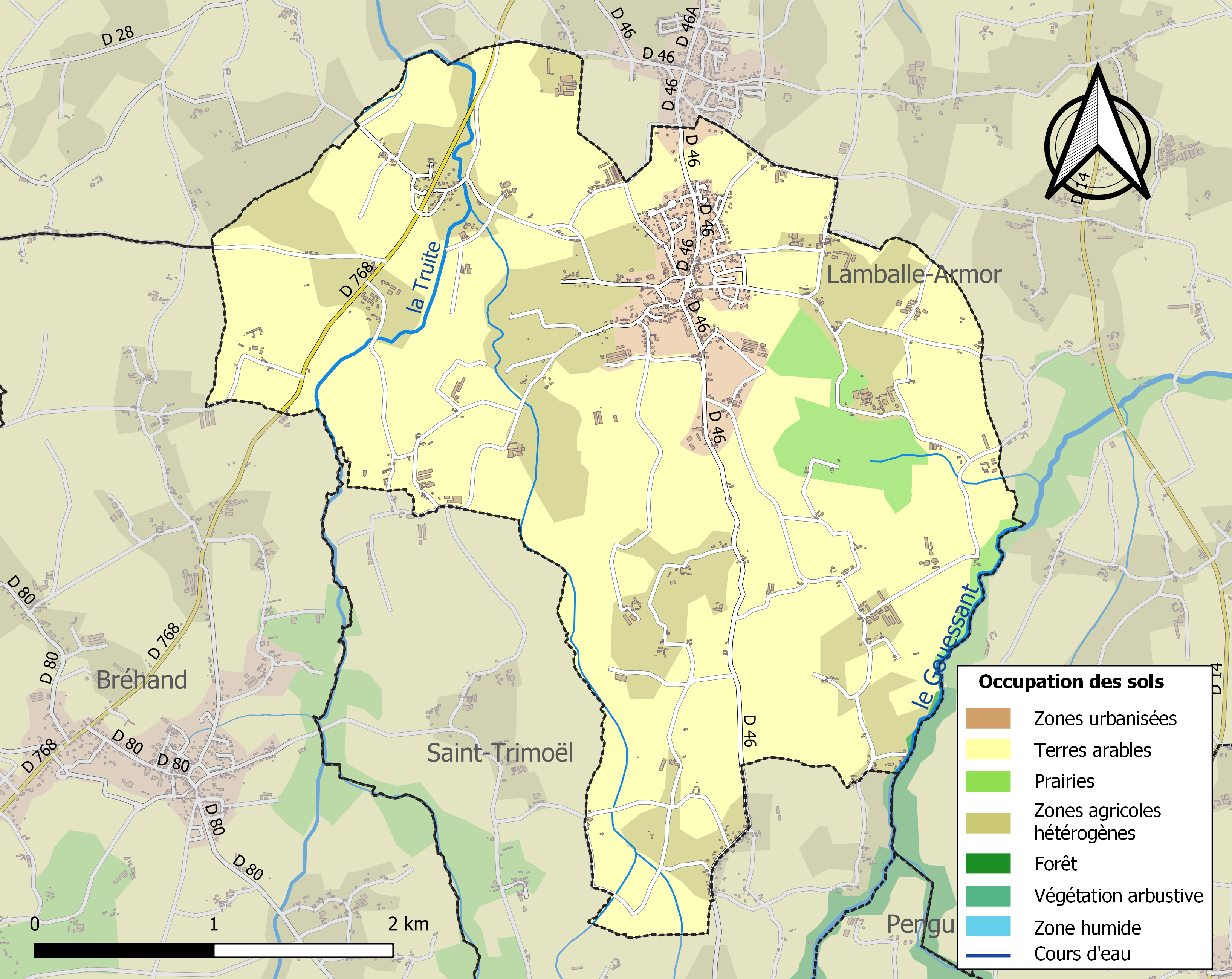
Carte des infrastructures et de l'occupation des sols de la commune en 2018 (CLC).

## Toponymie
Le nom de la localité est attesté sous les formes Parrochia de Landehen en 1243, Landehen vers 1330, Landehan à la fin du XIVe siècle.
Landéhen vient du breton lann (ermitage) et de saint Guihen (ou saint Guéhen ou Téhen).

## Histoire
La paroisse de Landéhen, enclavée dans l'évêché de Saint-Brieuc, faisait partie du doyenné de Coëtmieux relevant de l'évêché de Dol et était sous le vocable de saint Guéhen. Elle avait comme trève Penguily.

### Moyen-Âge
Landéhen est, jusqu'au XIXe siècle, le fief de la famille de Mauny, qui existe sans doute déjà au temps des croisades. C'est d'elle qu'est issu Gautier de Mauny, chef du parti de Montfort pendant la guerre de succession de Bretagne au XIVe siècle.

### XIXe siècle
Le nombre d'habitants passe de 1 407 à 852 au tout début du XIXe siècle, après la perte de la trève de Penguily.

### XXesiècle

#### Les guerres duXXesiècle
Le monument aux morts porte les noms de 70 soldats morts pour la Patrie :
- 66 sont morts durant la Première Guerre mondiale ;
- 4 sont morts durant la Seconde Guerre mondiale.

## Héraldique
| Blason | Blasonnement : D'azur aux deux fasces d'argent et aux deux pals de sable brochant sur le tout. |

## Politique et administration
| Période                                  | Période                   | Identité                                                  | Étiquette | Qualité |
| ---------------------------------------- | ------------------------- | --------------------------------------------------------- | --------- | --- |
| Les données manquantes sont à compléter. |                           |                                                           |           | |
| 1888                                     | 1894                      | Mathurin Amice                                            |           | |
| Les données manquantes sont à compléter. |                           |                                                           |           | |
|                                          | 19 mai 1935               | Jean Louis Poilvet                                        |           | Agriculteur |
| 19 mai 1935                              | mars 1971 (décès)         | Louis Martin                                              |           | Agriculteur Croix de guerre 1914-1918, Médaille de la Résistance |
| mars 1971                                | mars 1989                 | René Falaise, (1926-2013)                                 |           | Aviculteur, ancien résistant |
| mars 1989                                | 28 avril 2019 (démission) | Jean-Yves Renault                                         | PS        | Juriste au Centre d'économie rurale des Côtes-d'Armor 1er vice-président de Lamballe Communauté (2008 → 2016)                                                                              |
| 28 avril 2019                            | En cours (au 25 mai 2020) | Nathalie Travert-Le Roux, Réélue pour le mandat 2020-2026 | DVG       | Éducatrice spécialisée Conseillère départementale de Lamballe-Armor (2021 → ) 12e vice-présidente du conseil départemental (2021 → ) 3e vice-présidente de Lamballe Terre et Mer (2020 → ) |

## Démographie
| 1793 | 1800 | 1806 | 1821 | 1831 | 1836 | 1841 | 1846  | 1851  |
| ---- | ---- | ---- | ---- | ---- | ---- | ---- | ----- | ----- |
| 930  | 273  | 852  | 872  | 959  | 944  | 918  | 1 028 | 1 058 |

| 1856  | 1861  | 1866  | 1872  | 1876  | 1881  | 1886  | 1891  | 1896 |
| ----- | ----- | ----- | ----- | ----- | ----- | ----- | ----- | ---- |
| 1 096 | 1 156 | 1 122 | 1 074 | 1 071 | 1 027 | 1 027 | 1 043 | 987  |

| 1901  | 1906 | 1911 | 1921 | 1926 | 1931 | 1936 | 1946 | 1954 |
| ----- | ---- | ---- | ---- | ---- | ---- | ---- | ---- | ---- |
| 1 010 | 998  | 987  | 874  | 935  | 833  | 813  | 791  | 779  |

| 1962 | 1968 | 1975 | 1982 | 1990 | 1999 | 2006  | 2008  | 2013  |
| ---- | ---- | ---- | ---- | ---- | ---- | ----- | ----- | ----- |
| 769  | 742  | 750  | 844  | 941  | 986  | 1 218 | 1 284 | 1 372 |

| 2018  | 2022  | - | - | - | - | - | - | - |
| ----- | ----- | - | - | - | - | - | - | - |
| 1 419 | 1 445 | - | - | - | - | - | - | - |

## Culture locale et patrimoine

### Lieux et monuments

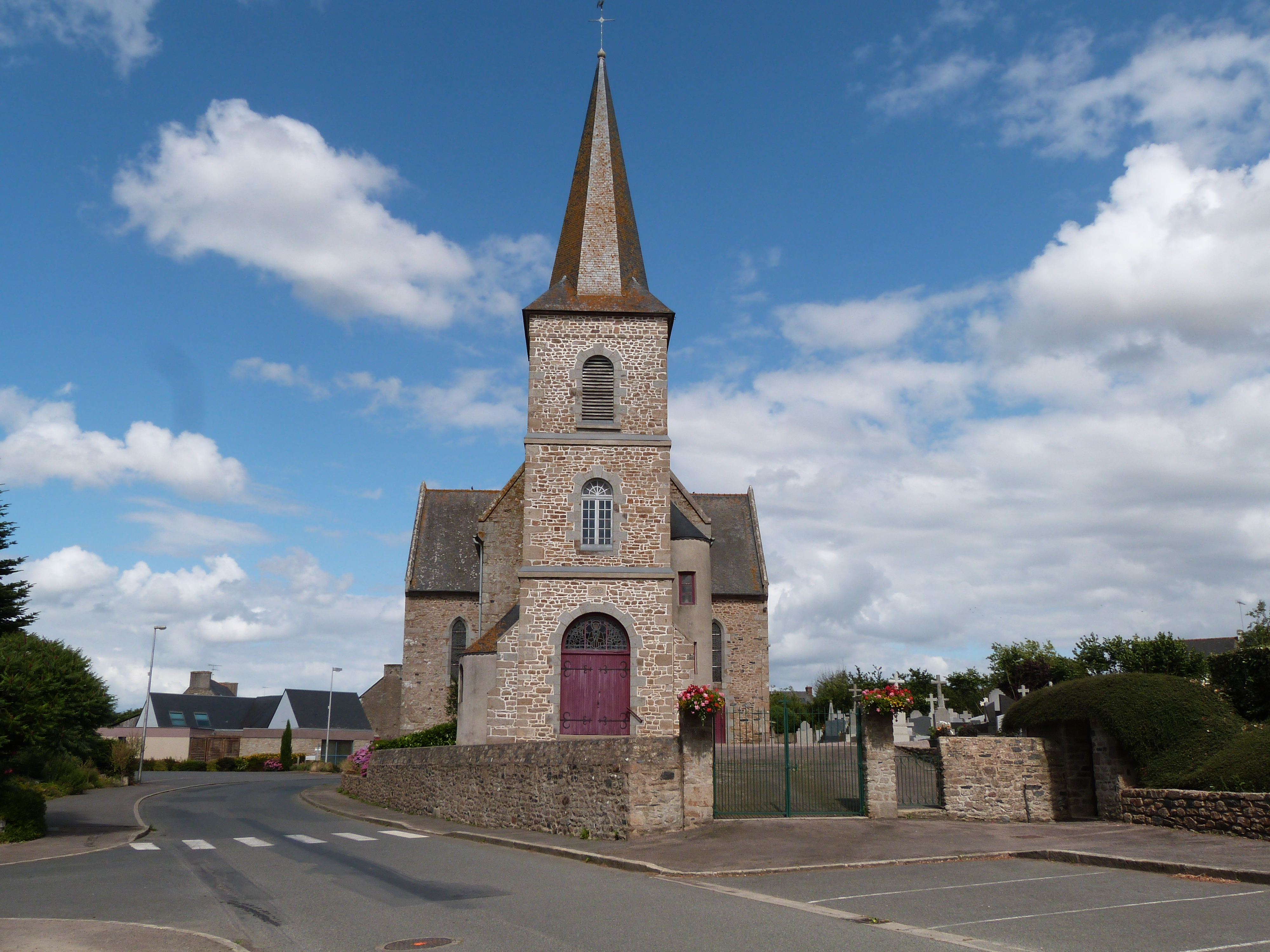
L'église Saint-Guihen.

- Manoir Les Salles : au XVIe siècle, ce manoir, construit dans le granite, est celui de la famille de Beaurepaire. Sa tourelle, du XVIIe siècle, est coiffée d'un épi de faîtage pour protéger les poinçons de la charpente des précipitations.
- Fontaine Saint-Guihen : située sur la ferme de La Cassoire, elle est nommée d'après saint Guéhen (né en 1052 et mort en 1077) qui est invoqué pour guérir les maladies de peau. Saint Guéhen est le patron de la paroisse.
- Église Saint-Guihen.

### Personnalités liées à la commune
- Yann Poilvet (1927-2013), journaliste et militant breton, né à Landéhen